# Jonatan Hellvig
Pour les articles homonymes, voir Hellvig.
Jonatan Hellvig est un joueur suédois de beach-volley né le 5 octobre 2001 à Lidingö. Il a remporté avec David Åhman la médaille d'or du tournoi masculin aux Jeux olympiques d'été de 2024, organisés à Paris.